# Mutante (ficción)
Los mutantes son, en obras de ficción (novelas, historietas, películas, juegos de rol o de tablero, videojuegos etc), seres vivos alterados genéticamente. En tanto que recurso habitual de la ciencia ficción, las mutaciones a las que han sido sometidos les suelen dar poderes excepcionales. y otros, terribles consecuencias.

## Mutantes en la cultura popular

### Cómics
- Los Mutantes e Inhumanos del Universo Marvel.
- Los Eternos del Universo Marvel
- Los Desviantes del Universo Marvel
- Superman un extraterrestre mejorado debido a la radiación del Sol terrestre.
- Capitana Marvel un híbrido humano-Kree.
- Talos, un Skrull con una mutación rara y desconocida.
- M.O.D.O.K. científico convertido en un ser superinteligente.
- Los Metahumanos de DC Comics.
- Los Vampiros de Marvel Comics.
- Black Panther el monarca de una nación tribal africana llamada Wakanda que adquiere agilidad sobrehumana tras ingerir una planta mutante.
- Abominación supersoldado mutante némesis del antihéroe Hulk.
- Los protagonistas de la historieta Los 4 Fantásticos.
- Los Skrull de Marvel Cómics.
  - Los Superskrulls, una subespecie de Skrulls que adquieren los poderes de diversos personajes de Marvel.
- Mr. Freeze un biólogo especializado en criogenización, que después de un accidente su cuerpo evoluciona hasta tal punto que se adapta en vivir en temperaturas bajo cero con lo que construye un traje para sobrevivir.
- Hulk un científico que cuando tiene emociones fuertes se convierte en un ser de color verde.
- Thanos un Titán con malformaciones.
- General Zod un general kriptoniano fascista con poderes similares a los de Superman.
- El Líder científico loco superinteligente con un cerebro enorme.
- Flash un individuo con velocidad sobrehumana.
- She-Hulk contraparte femenina de Hulk.
- Rocket Raccoon un mapache antropomórfico mejorado genéticamente.
- Los Desviantes de Marvel Comics.
- Capitán America un militar con capacidades físicas sobrehumanas sacadas de Suero de Supersoldado.
- Jessica Jones una detective privada con una fuerza inhumana.
- Deathstroke un cazarrecompensas mejorado físicamente.
- Clayface un organismo parecido al barro.
- Luke Cage un justiciero con la piel casi impenetrable
- Doosmday monstruo kryptoniano evolucionado a través de la ingeniería genética.
- Duende Verde terrorista disfrazado de duende con habilidades sobrehumanas.
- Deadpool sicario con un factor regenerativo sobrehumano.
- Hiedra Venenosa una bioterrorista con el control mental de los seres vivos en especial las plantas y los hombres.
- Daredevil un ciego con los cuatro sentidos restantes incrementados a nivel sobrehumano después de un accidente químico.
- Spider-Man un híbrido humano-araña.
- Las Tortugas Ninja.

### Videojuegos
- Crash Bandicoot un bandicut mutante más bien conocido por sus famosos videojuegos.
- Animales de Far Cry New Dawn.
- Lady Dimitrescu una aristócrata de Europa del Este con propiedades vampíricas de Resident Evil Village.
- Cordyceps que afecta a humanos de The Last of Us.
- Zoran Lazárevic un señor de la guerra genocida que al ingerir savia de un árbol de la vida oriental le da una resistencia sobrehumana y el antagonista de Uncharted 2: El reino de los ladrones.
- La familia Winters de Resident Evil 7 y Resident Evil 8: Village.
- Proyecto Olimpo de Assassin's Creed.
- Infectados de la sangre del Joker y lo droga TITAN de Batman: Arkham Knight.
- Tarkatanos de Mortal Kombat.
- Los mutantes del juego de rol de 1991 Mutantes en la sombra.
- Criaturas mutantes y necrófagos de Fallout.
- Los Baker de Resident Evil 7.
- Zombis de Resident Evil.

### Cine y TV
- Godzilla, un monstruo del cine japonés aparecido por primera vez en la película epónima de 1954.
- Mothra, una polilla gigante que Godzilla combate en la película de 1964 Mothra vs. Godzilla.
- Las hormigas gigantes de la película de 1954 La humanidad en peligro (título original: Them!).
- Talokaniles, una raza acuática homínida evolucionada a partir de humanos mesoamericanos que ingirieron una planta alterada genéticamente a través del vibranium y les hizo evolucionar a un nivel que no podían respirar oxígeno terrestre y tuvieron que sumergirse a las profundidades del Atlántico fundando su propia civilización.
- Shego, mano derecha del Doctor Drakken que emite una especie rayos verdes en sus manos en Kim Possible.
- Soldados clones de Star Wars.
- Gill, un adolescente mutado en un monstruo con forma de pez debido a los residuos tóxicos del lago en Kim Possible.
- El hombre de la película de 1957 The Incredible Shrinking Man.
- La simpática hormiga del dibujo animado de Hanna-Barbera La Hormiga Atómica.
- Sensibles a fuerza de Star Wars.
- Snoke de Star Wars.
- Cazadores, asesinos y captores de criaturas mágicas con habilidades mejoradas gracias a una marca de cuando nacen en American Dragon: Jake Long
- Los Minions de la saga de películas Despicable Me son criaturas amarillas que evolucionaron naturalmente a partir de microorganismos.
- El protagonista de El vengador tóxico, una película de 1986.
- Los mutantes de la película de 1993 Acción mutante.
- El protagonista, interpretado por Kevin Costner, de la película de 1995 Waterworld.
- Los habitantes de las alcantarillas de Nueva Nueva York, en Futurama.
- Los E.V.Os de la Serie generator Rex son Mutantes nanotecnológicamente alterados.

### Literatura
- El protagonista de La Saga del Brujo Geralt de Rivia, del autor polaco Andrzej Sapkowski.
- Los magos y brujas de Harry Potter.